# Oloòsson
Oloòsson (en grec antic Ὀλοοσσών) era una ciutat de Perrèbia, a Tessàlia, que menciona Homer al "Catàleg de les naus" a la Ilíada. Li dona l'epítet de "ciutat blanca", perquè la terra del territori era d'argila blanca. L'historiador Procopi l'anomena Lossonus, una forma corrupta.
Estava situada, segons Estrabó, en una plana prop de Tempe, al peus d'un turó on hi ha restes d'un antic monestir, defensat a banda i banda per un profund barranc. La ciutadella es trobava dalt d'aquest turó, que conserva bocins d'antigues muralles.